# Chris Thompson (atleta)
Christopher Peter Thompson, detto Chris (Barrow-in-Furness, 17 aprile 1981), è un mezzofondista e maratoneta britannico.

## Palmarès
| Anno | Manifestazione          | Sede        | Evento         | Risultato | Prestazione | Note                                     |
| ---- | ----------------------- | ----------- | -------------- | --------- | ----------- | ---------------------------------------- |
| 1998 | Mondiali juniores       | Annecy      | 3000 m siepi   | Batteria  | 9'07"37     |                                          |
| 1999 | Europei juniores        | Riga        | 5000 m piani   | 14º       | 14'42"17    |                                          |
| 2000 | Mondiali juniores       | Santiago    | 5000 m piani   | 11º       | 14'13"91    |                                          |
| 2000 | Europei di cross        | Malmö       | Corsa juniores | Argento   | 19'00"      |                                          |
| 2000 | Europei di cross        | Malmö       | A squadre      | Argento   | 25 p.       |                                          |
| 2003 | Europei under 23        | Bydgoszcz   | 5000 m piani   | Oro       | 13'58"62    |                                          |
| 2006 | Europei                 | Göteborg    | 5000 m piani   | Batteria  | 14'10"27    |                                          |
| 2010 | Europei                 | Barcellona  | 5000 m piani   | 8º        | 13'44"42    |                                          |
| 2010 | Europei                 | Barcellona  | 10000 m piani  | Argento   | 28'27"33    |                                          |
| 2010 | Giochi del Commonwealth | Nuova Delhi | 5000 m piani   | 5º        | 13'39"28    |                                          |
| 2010 | Giochi del Commonwealth | Nuova Delhi | 10000 m piani  | 8º        | 28'50"47    |                                          |
| 2012 | Giochi olimpici         | Londra      | 10000 m piani  | 25º       | 29'06"17    |                                          |
| 2018 | Europei                 | Berlino     | 5000 m piani   | 9º        | 13'25"11    | Miglior prestazione personale stagionale |
| 2018 | Europei                 | Berlino     | 10000 m piani  | 11º       | 28'33"12    |                                          |
| 2021 | Giochi olimpici         | Tokyo       | Maratona       | 54°       | 2h21'29     |                                          |

## Altre competizioni internazionali
2008
- 9º alla Great Manchester Run ( Manchester) - 28'49"
- 6º alla Great Yorkshire Run ( Sheffield) - 29'30"

2009
- 9º alla Great South Run ( Portsmouth), 10 miglia - 49'10"
- 6º alla Great Manchester Run ( Manchester) - 28'45"
- 5º alla Great Yorkshire Run ( Sheffield) - 29'32"

2010
- Argento alla Great Yorkshire Run ( Sheffield) - 28'51"
- 4º alla New York Healthy Kidney 10K ( New York) - 28'25"

2011
- 4º alla Great South Run ( Portsmouth), 10 miglia - 48'07"
- Argento Great Manchester Run ( Manchester) - 28'21"
- Argento alla Great Yorkshire Run ( Sheffield) - 29'03"

2012
- 4º alla Great North Run ( Newcastle upon Tyne) - 1h01'00"
- 7º alla New York City Half Marathon ( New York) - 1h01'23"

2013
- 5º alla Great Scottish Run ( Glasgow) - 1h04'49"
- Argento alla Birmingham BUPA Great Half Marathon ( Birmingham) - 1h03'03"
- 6º alla Great South Run ( Portsmouth), 10 miglia - 50'04"

2014
- 11º alla Maratona di Londra ( Londra) - 2h11'19"
- Oro alla Silverstone Half Marathon ( Silverstone) - 1h05'08"
- Oro alla Great Edinburgh Run ( Edimburgo), 10 miglia - 49'36"

2015
- Oro alla Birmingham BUPA Great Half Marathon ( Birmingham) - 1h03'00"
- 11º alla Great South Run ( Portsmouth), 10 miglia - 47'55"
- Oro alla London Kew Gardens 10 km ( Londra) - 28'58"

2016
- 16º alla Maratona di Londra ( Londra) - 2h15'05"
- 4º alla Great Scottish Run ( Glasgow) - 1h01'58"
- 7º alla Great North Run ( Newcastle upon Tyne) - 1h03'35"
- Argento alla Birmingham BUPA Great Half Marathon ( Birmingham) - 1h03'54"
- Bronzo alla Reading Half Marathon ( Reading) - 1h05'14"
- Oro alla Great South Run ( Portsmouth), 10 miglia - 47'23"
- 5º alla San Silvestro Vallecana ( Madrid) - 28'33"

2017
- 52º alla Maratona di Londra ( Londra) - 2h24'11"
- Oro alla Great Scottish Run ( Glasgow) - 1h02'44"
- Oro alla Great South Run ( Portsmouth)
- 9º alla San Silvestro Vallecana ( Madrid) - 28'57"

2018
- 7º in Coppa Europa dei 10000 metri ( Londra) - 27'52"56
- 43º alla Maratona di New York ( New York) - 2h28'54"
- Oro alla Great Scottish Run ( Glasgow) - 1h02'07"
- Bronzo alla New York Half Marathon ( New York) - 1h02'43"
- Oro alla Great South Run ( Portsmouth)

2019
- 14º in Coppa Europa dei 10000 metri ( Londra) - 28'28"55
- 12º alla Great South Run ( Portsmouth), 10 miglia - 49'22"

2020
- 19º alla Maratona di Londra ( Londra) - 2h13'32"

2021
- 11º alla Great Manchester Run ( Manchester) - 29'14"